# Шабунин, Владимир Иванович
Владимир Иванович Шабунин (род. 14 февраля 1946) — советский хоккеист, нападающий. Мастер спорта СССР. Заслуженный тренер России.

## Биография
Начинал заниматься футболом, тренер Сергей Иванович Захватов. С 13 лет — в хоккейной команде «Восход» Челябинск (тренер Виктор Иванович Стариков, затем — С. И. Захватов). С 1964 года — в команде мастеров «Восход». С 1966 года по май 1968 проходил армейскую службу в команде «Звезда» Чебаркуль. В сезоне 1968/69 — в «Восходе», в турнире за 7-24 места забил 23 шайбы. 10 сезонов (1969/70 — 1978/79) отыграл в чемпионате СССР за челябинский «Трактор» — 316 игр, 18 (11+7) очков. Бронзовый призер чемпионата СССР 1977. Финалист Кубка СССР 1973.
С января 1979 — тренер СЮШОР при СК ЧТЗ. Среди воспитанников — Сергей Тертышный, Алексей Тертышный, Константин Сидулов, Андрей Заболотнев, Евгений Медведев, Кирилл Кольцов, Сергей Шумаков, Евгений Кузнецов.